# رف
رف (انگلیسی: The Ref) یا گروگان‌های متخاصم فیلمی در ژانر کمدی سیاه به کارگردانی تد دم است که در سال ۱۹۹۴ منتشر شد.

## بازیگران
- دنیس لری
- جودی دیویس
- کوین اسپیسی
- بی‌دی ونگ
- کریستین برنسکی
- گلینیس جونز
- جی. کی. سیمونز
- ریموند جی. بری
- ریچارد برایت